# Compañía de los Ferrocarriles de Madrid a Cáceres y Portugal

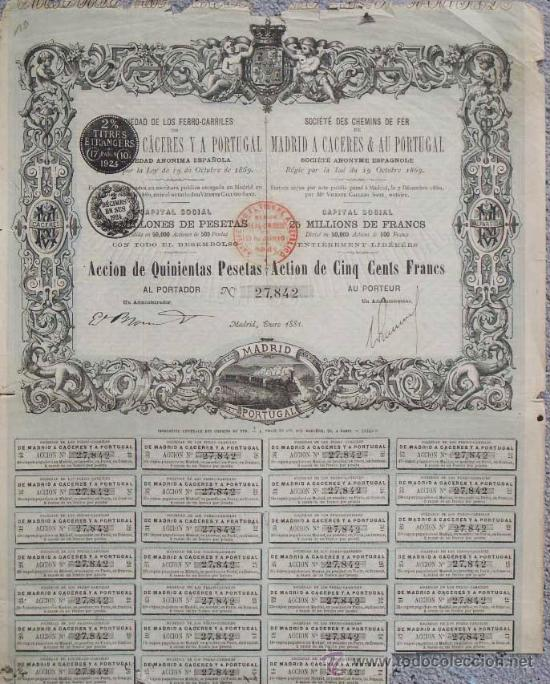
Azione da 500 pesetas della MCP emessa a gennaio del 1881

La Compañía de los ferrocarriles de Madrid a Cáceres y Portugal (sigla MCP) era una società ferroviaria costituita essenzialmente per realizzare ed esercire una ferrovia da Madrid al Portogallo. Era tuttavia in possesso anche della ferrovia Astorga-Malpartida de Plasencia. Nonostante tali linee fossero ritenute di grande importanza ed avesse la Estación de Delicias di Madrid, la compagnia non trasse mai utili reali e si trovò in gravi difficoltà al punto di non potere più mantenere l'esercizio e l'agibilità delle infrastrutture. Nel 1927 dovette essere rilevata dallo Stato e incorporata nella Compañía Nacional de los Ferrocarriles del Oeste.

## Storia

### Prodromi
I primi progetti di ferrovie in Spagna prevedevano di collegare la capitale, Madrid, ai porti principali e alle frontiere; uno di questi, per raggiungere la frontiera portoghese, prevedeva il passaggio da Badajoz e Cáceres.
Il primo collegamento tra Portogallo e Spagna, la ferrovia dell'Est fino a Badajoz fu inaugurato nel 1863. Il 30 luglio 1866, da parte spagnola la ferrovia raggiunse Ciudad Real. Tale percorso tuttavia non era ottimale in quanto lungo e tortuoso tra le due capitali. Alcune imprese spagnole di proposero di realizzare un percorso più diretto; il 2 febbraio 1871 si costituiva l'impresa madrilena denominata Compañia del Ferrocarril del Tajo, che ottenne la concessione a costruire una ferrovia tra Madrid e Malpartida de Plasencia. Il restante tratto fino alla frontiera venne spartito tra due concessioni, una da Cáceres al Portogallo e l'altra, tra Cáceres e Malpartida. Ambedue le concessioni tuttavia furono assegnate alla Sociedad de los Ferrocarriles de Cáceres a Malpartida y a la frontera portuguesa, a capitalo misto spagnolo-portoghese e compartecipata dalla Companhia Real dos Caminhos de Ferro Portugueses.

### Nascita della compagnia
La Compañía de los ferrocarriles de Madrid a Cáceres y Portugal fu costituita nel dicembre del 1880 per fusione delle due precedenti società: 
- il Ferrocarril del Tajo nato nel 1871 con la linea da Madrid a Malpartida de Plasencia e
- il Ferrocarriles de Cáceres a Malpartida y a la frontera de Portugal, nato nel 1876, con la linea da Cáceres a Malpartida de Plasencia e fino alla frontiera portoghese.

Con la seconda era compreso il supporto finanziario della Companhia Real dos Caminhos de Ferro Portugueses con la quale condivideva il traffico ferroviario con il Portogallo. La ferrovia da Madrid al Portogallo fu inaugurata nell'ottobre del 1880 alla presenza dei re Alfonso XII di Spagna e Luigi I del Portogallo ancor prima della costituzione della compagnia. Una volta costituitasi (in dicembre) ottenne le autorizzazioni necessarie per costruire anche la linea Plasencia - Astorga mediante un'intermediaria denominata Ferrocarriles del Oeste de España.

### Prime difficoltà
I lavori di costruzione si bloccarono presto a causa della crisi finanziaria della partecipata portoghese. In seguito a ciò, nel 1891, la compagnia cedette i diritti ad un'altra società, la "Gran Central de España" che a sua volta, nel 1894, li cedette alla Compañía de los Ferrocarriles de Madrid a Cáceres y Portugal y Oeste de España a causa della sospensione dei pagamenti da parte delle società "de Madrid a Cáceres y Portugal" e "Real Portuguesa y la del Oeste". Detta compagnia avrebbe esercito la Madrid - Cáceres - Portogallo fino alla Malpartida de Plasencia - Astorga, inaugurata quest'ultima il 21 aprile 1896.
La MCP non raggiunse mai un grande volume di affari e neanche le altre due grandi società, la "Compañía de los Caminos de Hierro del Norte" e la MZA che si attestavano ambedue a Madrid.

### Acquisto della stazione di Delicias di Madrid
Inizialmente la stazione non apparteneva alla MCP in quanto terminale della Compañía de Caminos de Hierro de Ciudad Real a Badajoz. Detta società venne assorbita nel 1880, dalla Compañía de los Ferrocarriles de Madrid a Zaragoza y Alicante(MZA) che era già proprietaria della Stazione di Madrid Atocha. Il 13 febbraio 1883 "Delicias" venne venduta alla MCP ma continuò ad essere utilizzata dai treni della MZA fino a dicembre 1892 quando fu completata la ristrutturazione del fascio binari della stazione di Atocha. La stazione di Delicias divenne lo scalo principale della MCP, sede delle officine e dei depositi oltre che sede della compagnia.

### Crisi economica e fine
La MCP operò sempre in perdita e non riuscì a risollevarsi nemmeno con gli aiuti di Stato; ciò provocò un sempre più serio degrado infrastrutturale con problemi all'esercizio fino a che, nel 1927, venne rilevata dallo Stato e incorporata nella Compañía Nacional de los Ferrocarriles del Oeste nel 1928.